# Старе Чайкі
Старе Чайкі (пол. Stare Czajki, нім. Alt Czayken; 1933-45: Alt Kiwitten) — село в Польщі, у гміні Свентайно Щиценського повіту Вармінсько-Мазурського воєводства.
Населення — 83 особи (2011).

## Демографія
Демографічна структура станом на 31 березня 2011 року:
|          | Загалом | Допрацездатний вік | Працездатний вік | Постпрацездатний вік |
| -------- | ------- | ------------------ | ---------------- | -------------------- |
| Чоловіки | 44      | 10                 | 30               | 4                    |
| Жінки    | 39      | 5                  | 27               | 7                    |
| Разом    | 83      | 15                 | 57               | 11                   |